# گراوه
گِراوه (به ایتالیایی و انگلیسی: Grave) از اصطلاحات موسیقی مربوط به سرعت موسیقی به معنای بسیار سنگین و آهسته است.

به عنوان توصیف یک موومان یا حرکت، «گراوه» تعیین‌کننده و معرف پاساژ یا قطعه ای است سنگین، آرام و جدی که در درون خود احساس عظمت و غم و حُزن را دارد. به عبارت دیگر حرکت موومان چنین حالت‌هایی را به شنوده القا می‌کند.
«گراوه» در مترونوم‌های مختلف سرعتی معادل «۴۰ تا ۴۸» ضربه در دقیقه را مشخص می‌کند.
در مفهومی دیگر «گراوه» به عنوان معرف بم‌ترین یا پایین‌ترین صدای یک نردبان صوتی (اِشل) محدود است.

## نام‌ها و اصطلاحات مرتبط
- گراوی چمبالو کول پیانو اِفورته (Gravicembalo col piano E Forrte): نامی است که «بارتولومه اوکریستوفوری» سازنده ساز اهل فلورانس به اولین پیانو که در آغاز قرن ۱۷ ساخت داد.
- گراوه مِنتِه (Gravemente): با سنگینی، با جدیت، با جلال
- گراویس سیمو (Gravissimo): خیلی سنگین، بسیار تأکید کردن، خیلی فشار و زور آوردن روی صدا
- گراوه چِمبالُوم (Gravecembalum): نام قدیمی ایتالیایی «کلاوسن»